# Hesdigneul-lès-Béthune
Hesdigneul-lès-Béthune é uma comuna francesa na região administrativa de Altos da França, no departamento de Pas-de-Calais. Estende-se por uma área de 2,59 km². Em 2010 a comuna tinha 840 habitantes (densidade: 324,3 hab./km²).